# Chalancon
Chalancon é uma comuna francesa na região administrativa de Auvérnia-Ródano-Alpes, no departamento de Drôme. Estende-se por uma área de 36 km². Em 2010 a comuna tinha 59 habitantes (densidade: 1,6 hab./km²).